# Прапор Маврикію
Прапор Маврикію — один з офіційних символів держави Маврикій. Пожалуваний державі королівським указом 9 січня 1968 року.
Прапор був розроблений у 1967 році Геральдичною колегією Великої Британії (англ. College of Arms) на основі кольорів герба Маврикію і має символічне значення кольорів:
- червоний — незалежність;
- синій — колір Індійського океану;
- жовтий — символ світлого майбутнього;
- зелений — пишна рослинність острова[1].